# Harelbeke-Anversa-Harelbeke 1967
L'Harelbeke-Anversa-Harelbeke 1967, decima edizione della corsa, si svolse il 25 marzo su un percorso con partenza ed arrivo a Harelbeke. Fu vinta dal belga Willy Bocklant della squadra  Flandria-De Clercq davanti ai connazionali Jos Huysmans e Armand Desmet.

## Ordine d'arrivo (Top 10)
| Pos. | Corridore           | Squadra                  | Tempo    |
| ---- | ------------------- | ------------------------ | -------- |
| 1    | Willy Bocklant      | Flandria-De Clercq       | 5h26'00" |
| 2    | Jos Huysmans        | Mann-Grundig             | s.t.     |
| 3    | Armand Desmet       | Flandria-De Clercq       | a 5"     |
| 4    | Walter Godefroot    | Flandria-De Clercq       | s.t.     |
| 5    | Ward Sels           | Flandria-De Clercq       | s.t.     |
| 6    | Rik Van Looy        | Willem II-Gazelle-Cynar  | s.t.     |
| 7    | Gerben Karstens     | Televizier-Batavus       | s.t.     |
| 8    | Eddy Merckx         | Peugeot-BP-Michelin      | s.t.     |
| 9    | Herman Van Springel | Mann-Grundig             | s.t.     |
| 10   | Jan Janssen         | Pelforth-Sauvage-Lejeune | s.t.     |